# Беляев, Владимир Александрович (строитель)
Влади́мир Алекса́ндрович Беля́ев (16 июня 1911, Ровное — 11 сентября 1998) — советский строитель, бригадир плотников строительно-монтажного управления № 9 Саратовского треста крупнопанельного домостроения, Герой Социалистического Труда (1966), заслуженный строитель РСФСР (1963).

## Биография
Родился 16 июня 1911 года в селе Ровное Новоузенского уезда Самарской губернии (ныне Ровенского района Саратовской области).
Получил профессию плотника. Трудился по этой специальности преимущественно на жилищно-гражданском строительстве. Возглавив бригаду плотников, добился больших успехов в возведении строительных объектов города Саратова. В 1950-х годах работал бригадиром комплексной бригады строительно-монтажной конторы № 2 Саратовского совнархоза. За достигнутые успехи в строительстве награждён 9 августа 1958 года орденом «Знак Почёта».
Указом Президиума Верховного Совета РСФСР от 16 марта 1963 года за заслуги в области строительства бригадиру плотников треста № 6 «Саратовжилстрой» Беляеву Владимиру Александровичу присвоено звание заслуженного строителя РСФСР.
В последующем ударно трудился в строительно-монтажном управлении № 9 Саратовского треста крупнопанельного домостроения.
Указом Президиума Верховного Совета СССР от 11 августа 1966 года за выдающиеся успехи, достигнутые в выполнении заданий семилетнего плана по капитальному строительству, Беляеву Владимиру Александровичу присвоено звание Героя Социалистического Труда с вручением ордена Ленина и золотой медали «Серп и Молот».
Продолжал работать и после выхода на пенсию. Внёс большой вклад в развитие Ленинского района города Саратова. Избирался депутатом Саратовского областного Совета депутатов трудящихся.
Умер 11 сентября 1998 года на 88-м году жизни.

## Награды
- медаль «Серп и Молот» (11.08.1966)
- орден Ленина (11.08.1966)
- орден «Знак Почёта» (09.08.1958)
- заслуженный строитель РСФСР (16.03.1963)